# Nick Hagadone
Nicholas Michael Hagadone (né le 1er janvier 1986 à Sandpoint, Idaho, États-Unis) est un lanceur de relève gaucher de la Ligue majeure de baseball. 

## Carrière
Joueur à l'Université de Washington à Seattle, Nick Hagadone est un choix de première ronde des Red Sox de Boston en 2007.
Il est avec les lanceurs Justin Masterson et Bryan Price transféré aux Indians de Cleveland le 31 juillet 2009 en retour du receveur Víctor Martínez.
Hagadone fait ses débuts dans le baseball majeur avec Cleveland le 1er septembre 2011. Il remporte sa première victoire en carrière le 24 septembre suivant, sur les Twins du Minnesota.
Il est libéré par Cleveland le 2 décembre 2015.
Le 17 décembre 2015, il signe un contrat des ligues mineures avec les Brewers de Milwaukee. Ce contrat est invalidé le 11 janvier 2016 pour des raisons non détaillées, mais probablement en lien avec l'intervention chirurgicale subie par Hagadone en juillet 2015 pour une fracture du coude gauche.